# Pavel Nakhimov
Pavel Stepanovitj Nakhimov (russisk: Па́вел Степа́нович Нахи́мов, tr. Pável Stepánovitj Nakhímov; født 5. juli 1802 i landsbyen Gorodok, Vjasma, Smolensk, Rusland, død 12. juli 1855 i Sevastopol) var en russisk admiral, en af de mest anerkendte i Den kejserlige russiske flådes historie. Han var kommandant for flåden og landstyrkerne i Slaget om Sevastopol under Krimkrigen.
I 1818 dimitterede Nakhimov fra adelens flådeakademi, og begyndte sin militære karriere i Østersøflåden i Den Kejserlige Russiske Flåde.
Nakhimov besejrede de osmanniske tropper i Slaget ved Sinope den 30. november 1853.

## Død
Den 10. juli 1855, mens Nakhimov var inspicere forsvarspositioner ved slaget ved Malakoff, blev han skudt af en snigskytte og døde to dage senere, den 12. juli.